# Aldersjön (Söderala socken, Hälsingland)
Aldersjön är en sjö i Söderhamns kommun i Hälsingland och ingår i Ljusnan-Skärjåns kustområde. Sjön är 2 meter djup, har en yta på 0,287 kvadratkilometer och är belägen 15 meter över havet.

## Delavrinningsområde
Aldersjön ingår i det delavrinningsområde (678692-157140) som SMHI kallar för Rinner mot Ljusnefjärden. Medelhöjden är 14 meter över havet och ytan är 6,64 kvadratkilometer. Det finns inga avrinningsområden uppströms utan avrinningsområdet är högsta punkten. Avrinningsområdets utflöde mynnar i havet, utan att ha någon enskild mynningsplats. Avrinningsområdet består mestadels av skog (84 procent). Avrinningsområdet har 0,33 kvadratkilometer vattenytor vilket ger det en sjöprocent på 5 procent. Bebyggelsen i området täcker en yta av 0,65 kvadratkilometer eller 10 procent av avrinningsområdet.